# 하뉴다촌
하뉴다촌(羽生田村)은 니가타현 미나미칸바라군에 설치되었던 촌이다.